# František Blahovec
František Blahovec, uváděn též jako František Bláhovec (4. dubna 1864 Žár – 16. března 1942 Volyně), byl rakouský a český římskokatolický kněz, regionální aktivista v Pošumaví a politik, na počátku 20. století poslanec Českého zemského sněmu.

## Biografie
Pocházel se selské rodiny z Pošumaví. Otec Pavel Blahovec měl zemědělské hospodářství v Žáru u Volyně. Matka byla Marie rozená Maršálková z Nespic. Vychodil jednotřídní školu v Onšovicích. V roce 1876 přešel na gymnázium v Písku. Zde složil roku 1884 maturitu s velmi dobrým prospěchem. Už během středoškolských studií se začal zajímat o veřejné záležitosti. Četl Národní listy a poté, co zemřel redaktor Josef Barák, zaslal Blahovec s několika spolužáky do redakce Národních listů kondolenci. Za to pak byl vyšetřován zemskou školskou radou, ale nebyl potrestán. V Písku se také seznámil se spisovatelem Adolfem Heydukem, který ve městě tehdy působil jako pedagog.
Po maturitě nastoupil do kněžského semináře v Českých Budějovicích. Zde ho ovlivnily názory biskupa Jana Valeriána Jirsíka, který spojoval katolickou zbožnost s podporou českých státoprávních aspirací. 22. července 1888 byl vysvěcen na kněze. Nejprve působil jako kaplan v Zejbiši, po třech měsících získal post administrátora v Čachrově a od 11. listopadu 1890 v této obci působil jako farář. V Čachrově se začal angažovat i politicky v mladočeských kruzích. V roce 1890 založil v Čachrově hasičský spolek, stál za vznikem místní pobočky Národní jednoty pošumavské. Roku 1895 inicioval vznik záložny, díky jeho iniciativě byl v Čachrově ustaven i včelařský spolek. Prosazoval melioraci zemědělské půdy a regulaci Pstružné. V roce 1901 se podílel na zbudování družstevní elektrárny. Měl rovněž zásluhu na rozšíření českojazyčné školy, opravě kostela, výstavbě vodovodu a rozvoji dobytčích trhů. Prosadil výstavbu okresní silnice Čachrov-Nemilkov a zřízení postu obvodního lékaře. Měl podíl na povýšení Čachrova na městys. Spolu s ing.J.Havránkem prosadil roku 1901 založení družstevní škrobárny v Horažďovicích a stal se jejím prvním předsedou.
Ve volbách v roce 1901 byl zvolen do Českého zemského sněmu v kurii venkovských obcí (volební obvod Strakonice). Politicky se uvádí coby člen mladočeské strany. Byl jediným katolickým knězem v poslaneckém klubu mladočeské strany. Na sněmu byl členem petiční a školské komise a působil coby zapisovatel mladočeského klubu. Mandát na sněmu obhájil ve volbách v roce 1908.
Vyvíjel aktivity na podporu českého etnika v Pošumaví, publikoval v regionálních a menšinových periodikách. Mezi jeho známé patřili spisovatelé Karel Klostermann a Jindřich Šimon Baar. V roce 1905 přešel z Čachrova na farářský post ve Volenicích. I zde vyvíjel veřejné, spolkové a politické aktivity. Spoluzaložil místní družstevní sušárnu, podílel se na výstavbě vodovodu a inicioval výstavbu silnic Volenice – Kalenice a Volenice – Krejnice. Na zemském sněmu prosadil příspěvek na opravu volenického kostela. Mezi jeho počiny patří i výstavba obecního domu a měšťanské školy ve Volenicích. Celkem za svého života inicioval v regionu Pošumaví vznik 17 hasičských jednot, 16 poboček Národní jednoty pošumavské, 7 spolků Červeného kříže a 47 záložen. V jiném pramenu uváděn jeho podíl na založení 37 záložen a 17 poboček Národní jednoty pošumavské.
Za první světové války u něj byla roku 1917 provedena domovní prohlídka, pro jeho styky s českou opozicí a kvůli aktivitám ve prospěch osvobození selských mladíků od vojenské služby. V době po válce začal ve Volenicích sloužit mše v českém jazyce, což bylo později zakázáno konzistoří. Udržoval široké společenské a politické kontakty. Na faře ve Volenicích s ním jednali mimo jiné Karel Kramář nebo Alice Masaryková. Do penze odešel 4. října 1932 a usadil se ve Volyni. Byl čestným předsedou tamního muzea a členem výboru Národního sjednocení. V roce 1933 u něj byla provedena domovní prohlídka na základě podezření z trestných činů podle zákona na ochranu republiky. Po roce 1939 byl aktivní v Národním souručenství. Zemřel v březnu 1942 ve Volyni a byl pohřben na volyňském hřbitově.